# Koeneng Community
Koeneng Community är en gemenskap i Lesotho.   Den ligger i distriktet Berea, i den norra delen av landet, 60 km nordost om huvudstaden Maseru.